# らしんばん座アルファ星
らしんばん座α星 (α Pyx / α Pyxidis) は、らしんばん座で最も明るい恒星。
青白色の巨星で、ケフェウス座β型変光星である。太陽質量の10倍以上で、半径は太陽の6倍以上である。表面温度は24,300Kに達し、太陽の約1万倍の光度を持つ。太陽の10倍以上の質量の恒星は、その寿命の最後に超新星爆発を起こすと考えられている。